# Furia a Rio Apache
Furia a Rio Apache (Sierra Stranger) è un film del 1957 diretto da Lee Sholem.
È un film western statunitense con Howard Duff, Gloria McGehee, Dick Foran e Barton MacLane.

## Produzione
Il film, diretto da Lee Sholem su una sceneggiatura e un soggetto di Richard Dorso, fu prodotto da Norman T. Herman per la Acireman Productions e la Columbia Pictures Corporation e girato nei California Studios a Hollywood in California (alcune sequenze furono girate al Bell's Ranch, Santa Susanna Pass). Il titolo di lavorazione fu Count the Dead.

## Distribuzione
Il film fu distribuito con il titolo Sierra Stranger negli Stati Uniti dal 1º maggio 1957 al cinema dalla Columbia Pictures. È stato distribuito anche in Italia con il titolo Furia a Rio Apache.

## Promozione
Le tagline sono:
- ""I'm stakin' my claim on the woman...and stakin' my life on these six-guns" ".
- "Worth battling an army of claim-jumpers and killers for!".
- "THE GOLD-MAD TOWN HATES STRANGERS...THE STRANGER HATES BEING PUSHED AROUND! (original poster - all caps)".
- "FURY IN THE HIGH SIERRAS! (original poster - all caps)".
- "LYNCH-HOT TOWN...GUN-CRAZY KID...And a Stranger Battling Both - for the Woman He Loves! ".